# Negeri Lama Seberang
Negeri Lama Seberang is een bestuurslaag in het regentschap Labuhan Batu van de provincie Noord-Sumatra, Indonesië. Negeri Lama Seberang telt 3415 inwoners (volkstelling 2010).